# Marcelo Balboa
Marcelo Balboa   (Chicago, 8 d'agost de 1967) és un exfutbolista estatunidenc de la dècada de 1990.
Fou 127 cops internacional amb els Estats Units, amb la qual participà en els Mundials de 1990, 1994 i 1998.
Pel que fa a clubs, destacà a León i Colorado Rapids.
Un cop retirat ha estat entrenador.